# Адам Бенедиктссон
Адам Инги Бенедиктссон (исл. Adam Ingi Benediktsson; род. 28 октября 2002, Грюндарфьярдарбай, Вестюрланд) — исландский футболист, вратарь клуба «Эстерсунд».

## Клубная карьера
Футболом начал заниматься в клубе «Хабнарфьордюр». В 15-летнем возрасте перебрался в «Коупавогюр». В июле 2019 года перешёл в шведский «Гётеборг», где присоединился к юношеской команде клуба. В 2021 году стал привлекаться к тренировкам с основой. 27 сентября впервые попал в заявку клуба на матч Алльсвенскана против «Кальмара», но на поле не появился. 19 ноября подписал первый профессиональный контракт с клубом, рассчитанный до конца 2024 года. 28 ноября в матче предпоследнего тура против «Эстерсунда» дебютировал в чемпионате Швеции, выйдя в стартовом составе и сохранив свои ворота в неприкосновенности.

## Карьера в сборной
Выступал за различные юношеские сборные Исландии.

## Клубная статистика
| Выступление      | Выступление      | Выступление      | Лига | Лига | Кубки | Кубки | Конт. кубки | Конт. кубки | Итого | Итого |
| Клуб             | Лига             | Сезон            | Игры | Голы | Игры  | Голы  | Игры        | Голы        | Игры  | Голы  |
| ---------------- | ---------------- | ---------------- | ---- | ---- | ----- | ----- | ----------- | ----------- | ----- | ----- |
| Гётеборг         | Алльсвенскан     | 2021             | 1    | 0    | 0     | 0     | 0           | 0           | 1     | 0     |
| Гётеборг         | Итого            | Итого            | 1    | 0    | 0     | 0     | 0           | 0           | 1     | 0     |
| Всего за карьеру | Всего за карьеру | Всего за карьеру | 23   | 1    | 2     | 0     | 0           | 0           | 25    | 1     |